# فاتح زیادی
فاتح زیادی (انگلیسی: Fateh Ziadi؛ زادهٔ ۲۶ اکتبر ۱۹۷۶) تیرانداز اهل الجزایر است.